# ماهيرو يوشيناغا
ماهيرو يوشيناغا (باليابانية: 吉長 真優) (مواليد 20 مارس 2002) هو لاعب كرة قدم ياباني.

## وصلات خارجية
- ماهيرو يوشيناغا على موقع رابطة كرة القدم اليابانية للمحترفين (اليابانية)
- ماهيرو يوشيناغا على موقع قاعدة بيانات كرة القدم.إي يو (الإنجليزية)
- ماهيرو يوشيناغا على موقع Soccerway.com (الإنجليزية)
- ماهيرو يوشيناغا على موقع عالم كرة القدم.نت (الإنجليزية)